# Michael Ghiselin
Michael Tenant Ghiselin (Salt Lake City, 13 de maio de 1939) é um biólogo norte-americano.

## Prémios e honrarias
- Bolsa Guggenheim
- Prémio Pfizer (1970),  com a publicação do livro The Triumph of the Darwinian Method[1]